# Lepanthes papillipetala
Lepanthes papillipetala là một loài lan được tìm thấy ở México (Chiapas) to El Salvador.